# Stictocardia campanulata
Stictocardia campanulata är en vindeväxtart som först beskrevs av Carl von Linné, och fick sitt nu gällande namn av Elmer Drew Merrill. Stictocardia campanulata ingår i släktet Stictocardia och familjen vindeväxter. Inga underarter finns listade i Catalogue of Life.

## Bildgalleri

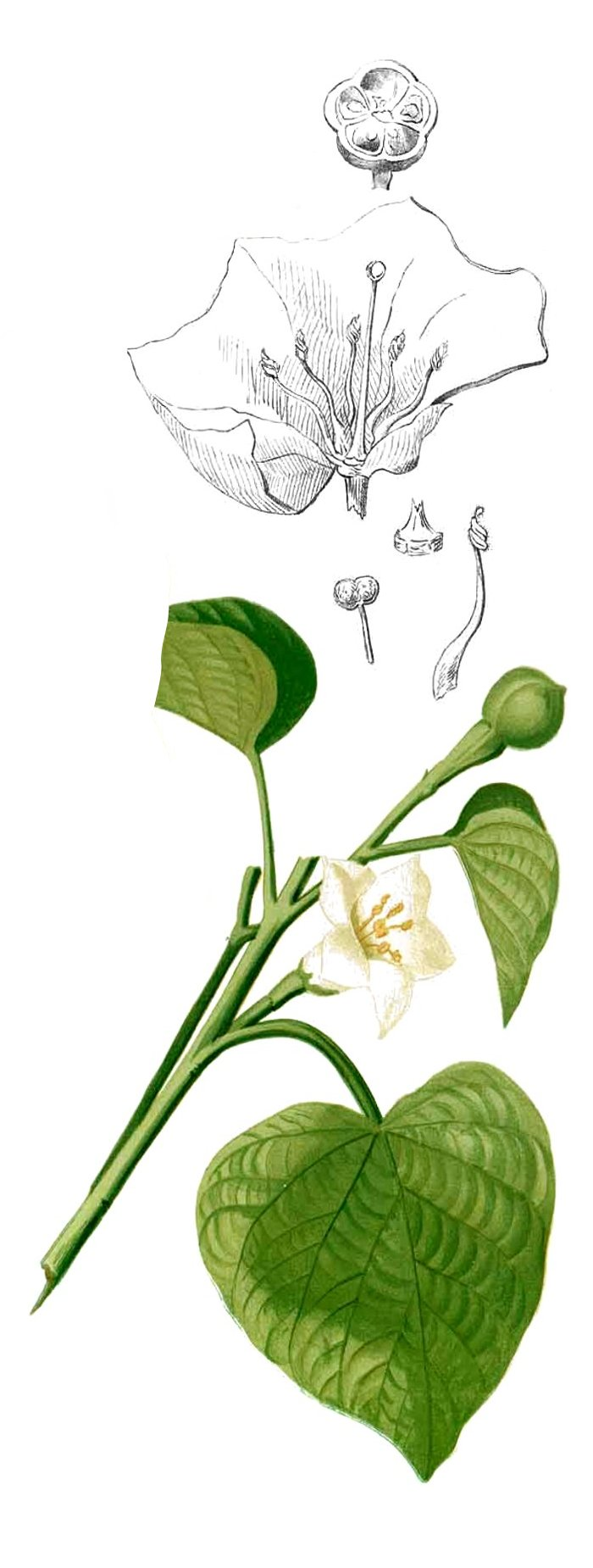